# Wilhelm Süss

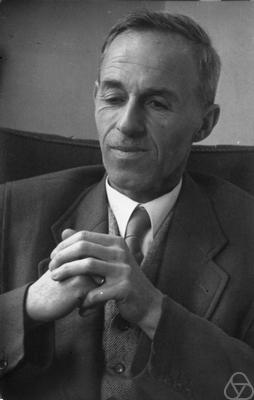
Wilhelm Süss, ca. 1954

Wilhelm Süss (* 7. März 1895 in Frankfurt am Main; † 21. Mai 1958 in Freiburg-Günterstal) war ein deutscher Mathematiker (Geometrie, Differentialgeometrie), der Gründer des Mathematischen Forschungsinstituts Oberwolfach. Während der Zeit des Nationalsozialismus war er Mitglied der SA und der NSDAP und von 1940 bis 1945 Rektor der Universität Freiburg im Breisgau.

## Leben
Süss besuchte das Goethe-Gymnasium in Frankfurt. Nach dem Abitur studierte er in Freiburg im Breisgau (u. a. bei Alfred Loewy), Göttingen und Frankfurt. 1915 wurde er einberufen und konnte  das Studium erst nach dem Ersten Weltkrieg fortsetzen. Er promovierte 1920 in Frankfurt bei Ludwig Bieberbach über die Inhaltstheorie von Polygonen in Räumen beliebiger Dimension in Anschluss an David Hilberts Grundlagen der Geometrie, die er im Krieg als Soldat studiert hatte. Er ging mit Bieberbach als dessen Assistent nach Berlin und arbeitete für die Notgemeinschaft der deutschen Wissenschaft. 1922 wurde er Deutsch-Lehrer an der Universität Kagoshima in Japan und veröffentlichte gleichzeitig mathematische Arbeiten aus der Geometrie, z. B. über konvexe Körper, gruppentheoretische Begründung der Geometrie und „relative Differentialgeometrie“ (mit einer richtungsabhängigen Maßeinheit). 1928 habilitierte er sich an der Universität Greifswald bei Karl Reinhardt, mit dem er vorher korrespondiert hatte und der ein Freund seit Kindheitstagen war.
1934 ging er als Professor an die Universität Freiburg (als Nachfolger des als Jude zwangsemeritierten Alfred Loewy), wo er 1938 bis 1940 Dekan der naturwissenschaftlich-mathematischen Fakultät und 1940 bis 1945 Rektor der Universität war. In seiner Zeit als Rektor war Süss „darauf bedacht, wissenschaftsfremde Einflüsse aus der Universität zu verbannen.“
Nach der „Machtergreifung“ der Nationalsozialisten wurde er 1933 Mitglied der SA. 1937 wurde er nach der Lockerung der Aufnahmesperre auch Mitglied der NSDAP und 1938 Mitglied des NS-Dozentenbundes. Süss war zwar kein fanatischer Nationalsozialist, setzte aber die nationalsozialistische Politik z. B. bei der Ausgrenzung jüdischer Mitglieder aus der DMV durch, indem er, wie auch später als Rektor und Vorsitzender der DMV eng mit dem Reichserziehungsministerium kooperierte. In Freiburg arbeitete er zunächst gut mit Gustav Doetsch zusammen, einem führenden angewandten Mathematiker, der ihn mit an die Universität geholt hatte und mit dem er sich bis 1940 die Leitung des Mathematischen Instituts teilte. Ihre Beziehung verschlechterte sich aber zunehmend. Beide konkurrierten um Einfluss im Wissenschaftsbetrieb des „Dritten Reichs“. Süss gelang es letztendlich dank seiner ausgeprägten Fähigkeit, Kontakte zu knüpfen, die Oberhand zu gewinnen und Doetsch nach dem Krieg aus dem Universitätsleben auszuschalten. Von 1938 bis 1945 war Süss Vorsitzender der Deutschen Mathematiker-Vereinigung. 1939 wurde er zum korrespondierenden Mitglied der Göttinger Akademie der Wissenschaften gewählt. Ab 1943 war er Vertreter für Mathematik im Reichsforschungsrat und 1944 initiierte er die Gründung des Reichsinstituts für Mathematik in Oberwolfach im Schwarzwald, von wo aus er auch nach der kriegsbedingten Zerstörung des mathematischen Instituts in Freiburg die Universität leitete. Außerdem fanden hier zahlreiche Mathematiker am Ende des Krieges Zuflucht (z. B. Heinrich Behnke, William Threlfall, Herbert Seifert, Emanuel Sperner, Hermann Boerner).

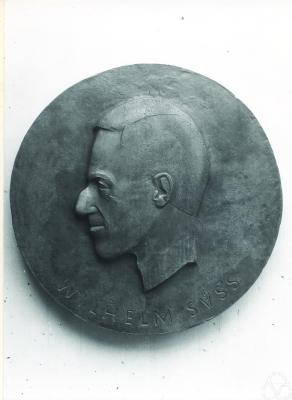
Plakette am Institut in Oberwolfach mit dem Bild von Wilhelm Süss

Nach dem Zweiten Weltkrieg wurde Süss zunächst amtsenthoben, erhielt aber im Dezember 1945 den Lehrstuhl zurück. Zudem wurde sein Vermögen von der französischen Besatzungsmacht eingefroren. Süss konnte das Oberwolfach-Institut bis in die 1950er Jahre hinüberretten und zur Begegnungsstätte deutscher und ausländischer Mathematiker machen. Er blieb bis zu seinem Tod dessen Leiter. In Freiburg gründete er 1954 ein Institut für Mathematikdidaktik und initiierte die mehrbändige Reihe „Grundzüge der Mathematik“ (mit Behnke, Fladt, Bachmann), die ab 1958 erschien. Kurz vor seinem Tod 1958 wurde er nochmals zum Rektor der Universität Freiburg gewählt, war aber schon an Krebs erkrankt, so dass er das Amt nicht mehr antreten konnte.
1943 wurde Süss zum Mitglied der Leopoldina berufen sowie von König Michael I. mit dem rumänischen Kulturverdienstkreuz im Range eines Offiziers ausgezeichnet.
1921 heiratete er in Berlin-Steglitz  Irmgard Deckert (1894–1989). Süss war ein Vetter des Altphilologen Wilhelm Süß.

## Schriften
- als Herausgeber mit Heinrich Behnke, Kuno Fladt: Grundzüge der Mathematik. 3 Bände. Vandenhoeck und Ruprecht 1958 (englische Übersetzung bei MIT Press).
- mit Helmut Hasse und anderen: Pure Mathematics (= FIAT Review of German Science. ZDB-ID 990356-2). 2 Bände. Dieterich, Wiesbaden 1948.